# Італійські єгиптяни
Італійці в Єгипті, яких також називають італійськими єгиптянами, є спільнотою з історією, яка походить з римських часів.

## Історія
Остання цариця Стародавнього Єгипту (грецька Клеопатра) вийшла заміж за римлянина Марка Антонія, принісши свою країну як «придане», і з того часу Єгипет століттями був частиною Римської імперії та Візантійської імперії. Багато людей з італійського півострова переїхали жити до Єгипту протягом тих століть: гробниці християнської Александрії показують, наскільки глибокою була ця присутність.
Відтоді в Єгипті постійно проживають люди (народжені на італійському півострові) та їхні нащадки.
Походження спільнот
У середні віки італійські громади з «морських республік» Італії (переважно Пізи, Генуї та Амальфі) були присутні в Єгипті як купці. Починаючи з епохи Відродження, Венеційська республіка завжди була присутня в історії та торгівлі Єгипту: у Каїрі був навіть Венеційський квартал.
З часів Наполеона I італійська громада в Олександрії та Єгипті почала значно зростати: розмір громади сягнув приблизно 55 000 незадовго до Другої світової війни, утворюючи другу за величиною спільноту іммігрантів у Єгипті.
Друга Світова війна
Експансія колоніальної Італійської імперії після Першої світової війни була спрямована на Єгипет Беніто Муссоліні, щоб контролювати Суецький канал.
Італійський дуче створив у 1930-х роках деякі секції Національної фашистської партії в Олександрії та Каїрі, і багато сотень італійських єгиптян стають її членами. Навіть деякі інтелектуали, як Філіппо Томмазо Марінетті (засновник футуризму) і поет Джузеппе Унгаретті, були прихильниками італійського націоналізму в рідній Олександрії.
Як наслідок, під час Другої світової війни британська влада помістила в концентраційних таборах майже 8000 італійських єгиптян, які мали симпатію до італійського фашизму, щоб запобігти диверсії, коли італійська армія атакувала Західний Єгипет влітку 1940 року.
Території Єгипту, тимчасово завойовані Королівством Італія під час війни (наприклад, Саллум і Сіді-Баррані), управлялися військовими.
Дійсно, націоналістична організація Міср Аль-Фатах (Молодий Єгипет) перебувала під глибоким впливом ідеалів фашизму проти Британської імперії. Партія Молодого Єгипту була готова підняти повстання в Каїрі влітку 1942 року, якби Роммель завоював Александрію після перемоги в битві під Ель-Аламейном.
Однак, як і в багатьох інших іноземних громадах в Єгипті, міграція назад до Італії та на Захід значно зменшила розмір громади через інтернування під час війни та зростання насеристського націоналізму проти жителів Заходу. Після війни багато членів італійської громади, пов’язаної з поразкою італійської експансії в Єгипті, були змушені переїхати, розпочавши процес зменшення та зникнення італійських єгиптян.
Після 1952 року кількість італійських єгиптян скоротилася – з майже 60 000 у 1940 році – лише до кількох тисяч. Більшість італійських єгиптян повернулися до Італії протягом 1950-х і 1960-х років, хоча кілька італійців продовжують жити в Александрії та Каїрі. Офіційно італійців в Єгипті на кінець 2007 року було 3374 (1980 сімей).
У 2007 році в Єгипті було майже 4000 італійців, переважно техніків і менеджерів, які працювали (протягом кількох років) у 500 італійських компаніях, які мають контракти з єгипетським урядом: залишилося лише кілька сотень «справжніх» італійських єгиптян, які вийшли на пенсію, переважно в Александрії та Каїр.

## Єгипетсько-італійські відносини
Перевага Італії в її економічних відносинах з Єгиптом відбилася на розмірі її емігрантської спільноти. Деякі з перших освітніх місій, які Єгипет відправляв до Європи під проводом Мохаммеда Алі, прямували до Італії, щоб навчитися мистецтва друку.
Мохамед Алі також залучив низку італійських експертів для допомоги в різних завданнях побудови сучасної держави: у дослідженні старожитностей, розвідці корисних копалин, у завоюванні Судану, проєктуванні міста Хартум і малюванні першої оглядової карти дельта Нілу [потрібна цитата]
Крім того, італійці займали чільне місце в королівському дворі за часів Ісмаїла, можливо, тому італійські архітектори були обрані для проєктування більшості палаців хедива Ісмаїла, нових передмість столиці та громадських будівель.
Найвідомішою будівлею, пов’язаною з італійською громадою, був Королівський оперний театр, який мав бути урочисто відкритий у 1871 році оперою «Аїда» італійського композитора Джузеппе Верді. Хедивіальний оперний театр або «Каїрський королівський оперний театр» був оригінальним оперним театром у Каїрі. Він був урочисто відкритий у листопаді 1869 року та спалений у жовтні 1971 року. Оперний театр був побудований за наказом хедива Ісмаїла на честь відкриття Суецького каналу. Італійські єгипетські архітектори П'єтро Авоскані та Маріо Россі спроєктували будівлю. П'єтро Авоскані, перед своєю смертю в Александрії в 1891 році, створив навіть знаменитий Олександрійський Корніш.
Прихильність єгипетських монархів до Італії виявилася в кількості італійців, зайнятих у їхніх дворах.
Італійсько-єгипетські відносини були настільки міцними та такими важливими, що коли король Італії Віктор Еммануїл III зрікся престолу в 1946 році після поразки Італії у Другій світовій війні, єгипетський король Фарук запросив Віктора Еммануїла III жити в Александрії. Віктор Еммануїл III помер в Олександрії в грудні 1947 року і був похований там же, за вівтарем Катерининського собору.

## Райони походження та проживання
До 1952 року італійці були другою після греків спільнотою емігрантів у Єгипті. Перепис населення Єгипту 1882 року зафіксував 18 665 італійців у країні. До 1897 року ця цифра зросла до 24 454, а через 30 років — до 52 462. Таким чином, за ці роки італійська громада зросла на 122 відсотки.
Пишучи в Аль-Ахрам від 19 лютого 1933 року під заголовком «Італійці в Єгипті», італійський історик Анджело Сан Марко писав: «Венеційці та люди з Трієста, Далмації, Генуї, Пізи, Ліворно, Неаполя та Сицилії продовжували проживати в Єгипті ще довго після того, як їхні рідні міста занепали й втратили статус морських центрів із занепадом Середземного моря як головної магістралі світової торгівлі».
В іншому місці статті «Сан-Марко» пише, що італійська громада в Єгипті тримала монополію на товари, які все ще були популярні на Сході, включаючи багато імпортних товарів. Більшість італійської громади жила або в Каїрі, або в Александрії, з 18 575 у першій і 24 280 в другій, згідно з переписом 1928 року.
Каїрський музей старожитностей (найважливіший музей стародавнього Єгипту у світі) був побудований між 1897 і 1902 роками італійською будівельною компанією Garozzo-Zaffarani.
Італійці, як правило, жили в виключно італійських районах або по сусідству з іншими іноземцями. Мабуть, найвідоміший із цих районів Каїра був відомий як «Венеційський квартал». З усім тим, San Marco зазначає, що, щоб уникнути переслідувань, італійці, як правило, носили єгипетський одяг і дотримувалися, наскільки це було можливо, єгипетських звичаїв.

## Громадські організації
Італійська громада в Єгипті складалася в основному з купців, ремісників, професіоналів і зростаючої кількості робітників. Це було тому, що Італія протягом тривалого часу залишалася політично та економічно слабкою, що зробило її нездатною конкурувати з основними галузями промисловості та капіталістичними інвестиціями, які надходили до Єгипту з Франції.
У фашистський період було вісім державних і шість італійських парафіяльних шкіл. Державні школи перебували під наглядом офіційного комітету під головуванням італійського консула, і в них навчалося приблизно 1500 учнів. В інших школах студенти обчислювалися сотнями. Італійці в Олександрії також мали 22 філантропічні товариства, серед яких «Національне оперне товариство», «Товариство інвалідів війни», «Товариство колекціонерів військових знаків», «Італійський клуб», «Італійська федерація праці». Співпраця», «Товариство допомоги сиротам війни», «Італійський госпіталь імені Муссоліні» та «Асоціація італійської мови Данте Аліг’єрі». Крім того, в Александрії виходило багато італомовних газет, найвідомішими з яких були L'Oriente та Il Messaggero Egiziano.
Дійсно, сотні італійських слів, які були включені в єгипетський діалект, є, мабуть, найкращим свідченням того факту, що з усіх іноземних громад, які проживали в Єгипті, італійці були найтісніше пов’язані з єгипетським суспільством.
Сан-Марко припускає, що причина цього полягала в тому, що «наш народ відомий своїм духом толерантності, відсутністю релігійного чи націоналістичного шовінізму і, на відміну від інших народів, своєю огидою до того, щоб здаватися вищим».

## Мова і релігія
Перші італійці, які іммігрували до Єгипту, були євреями. Перша сім'я приїхала до Єгипту в 1815 році з Ліворно. Багато італійських євреїв мігрували до Єгипту через переслідування та близькість Єгипту до Ізраїлю. Більшість розмовляли арабською, івритом та італійською. Після Другої світової війни італійські євреї залишили Єгипет. Деякі італійські євреї одружилися з греками та єгиптянами-коптами та прийняли православне християнство.
Більшість італійських єгиптян, що залишилися, розмовляють італійською, а арабською та англійською як другою мовою, і є католиками.